# Ras Adiba Radzi
Ras Adiba binti Mohd Radzi (née le 27 juillet 1968) est une personnalité politique malaisienne, une militante associative pour les personnes handicapées mais aussi des droits de l'homme et une présentatrice de journaux télévisés chevronnée. Elle a travaillé pour les chaînes de télévision TV3 et NTV7 (en) en tant que journaliste, présentatrice de télévision et commentatrice sportive. 

## Biographie
Ras Adiba Radzi devient définitivement paralysée à partir de la taille à la suite d'une blessure à la colonne vertébrale consécutive à un accident de voiture, puis d'une agression brutale six ans après l'accident.
Elle est l'une des tireuses paralympiques de l'équipe de Malaisie, disputant les ASEAN ParaGames de 2015 à Singapour et les Jeux para-asiatiques de 2018 à Jakarta. Elle a été sénatrice de mai 2020 à mai 2023 et a représenté les personnes handicapées. Elle est membre du Parti unifié indigène de Malaisie, un parti composant la coalition Parti unifié indigène de Malaisie.
Elle a obtenu une place dans le livre des records de Malaisie pour avoir parcouru 420 km en treize jours, de Johor Bahru à Putrajaya, dans son fauteuil roulant.
En novembre 2020, elle devient la première femme directrice de Bernama (en), l'agence de presse nationale malaisienne.
Le 8 mars 2023 elle se voit décerner le prix international de la femme de courage.